# Michel Perrache
Pour les articles homonymes, voir Perrache.
Michel Perrache, né le 12 juillet 1685 à Lyon, mort dans la même ville le 21 décembre 1750, est un sculpteur français.

## Biographie
Michel Perrache est le fils d’Étienne Perrache, un architecte et maitre charpentier et d'Isabeau Siber, il est né à la Croix-Rousse à Lyon.
En 1701, Il quitte sa ville pour se perfectionner dans son métier de sculpteur auprès des académies d'Italie et d'Anvers. Après en avoir décoré une église, il obtient le droit de bourgeoisie de la ville de Malines. De retour à Lyon, il orne de ses ouvrages plusieurs jardins et églises de cette ville.
Le 2 décembre 1719, il épouse Louise Pierre, qui lui donne 17 enfants  : six fils dont le sculpteur et ingénieur Antoine Michel Perrache (1726-1779), ainsi que onze filles dont Marie Anne Perrache, artiste peintre. 
En 1729, il sculpte les boiseries de l'église de l'Assomption de Neuville-sur-Saône.
Entre 1741 et 1745, il réalise des éléments sculptés  et une cheminée monumentale en marbre pour l'Hôpital de la Charité de Lyon 
En 1750, il offre le bas-relief de Melchisédech en marbre, pour l'autel de l'église des Carmélites, lorsque sa fille Jeanne (1732-1797)  entre au couvent de Mâcon .
Il meurt le 21 décembre 1750, dans sa maison montée de la Grande-Côte à Lyon . Il est inhumé dans l'église Saint-Bonaventure de Lyon. Son fils, Antoine Michel Perrache exécute son monument funéraire, en 1751.

## Œuvres
- La Visitation, bas-relief, Musée des Beaux-Arts de Lyon, numéro d'inventaire : 2017.0.13 [11].
- Le Désespéré, haut-relief, Musée des Beaux-Arts de Lyon, numéro d'inventaire : B 1250 [12].
- Vierge, statue, église Saint-Polycarpe de Lyon[13],[14].
- Saint-Joseph, statue, église Saint-Polycarpe de Lyon[15]
- Melchisedech offrant les pains d'expiation, bas-relief, église Saint-Pierre de Mâcon (provient de l'ancienne église des Carmélites)[16].
- Les Apôtres au tombeau de la Vierge, bas-relief, église Saint-Nizier de Lyon (provient de la chapelle des Pénitents de Notre-Dame du Gonfalon, Lyon)[17].
- Maître-autel de l'église Saint-Nizier de Lyon : le Christ et les douze apôtres, bas-relief et colonnettes en marbre blanc[18].
- église Notre-Dame-de-l'Assomption de Neuville-sur-Saône :
  - boiseries : les Noces de Cana, la Cène, l’Annonciation et la Visitation, 1729[19] ;
  - L'Assomption, statue, 1931[20].
- Deux fontaines aux angles de l'Hôtel de ville de Lyon, place des Terreaux, avec mascarons de Marc Chabry fils, datant de 1730 ; il en reste une déplacée dans le Jardin du Rosaire à Fourvière[21].

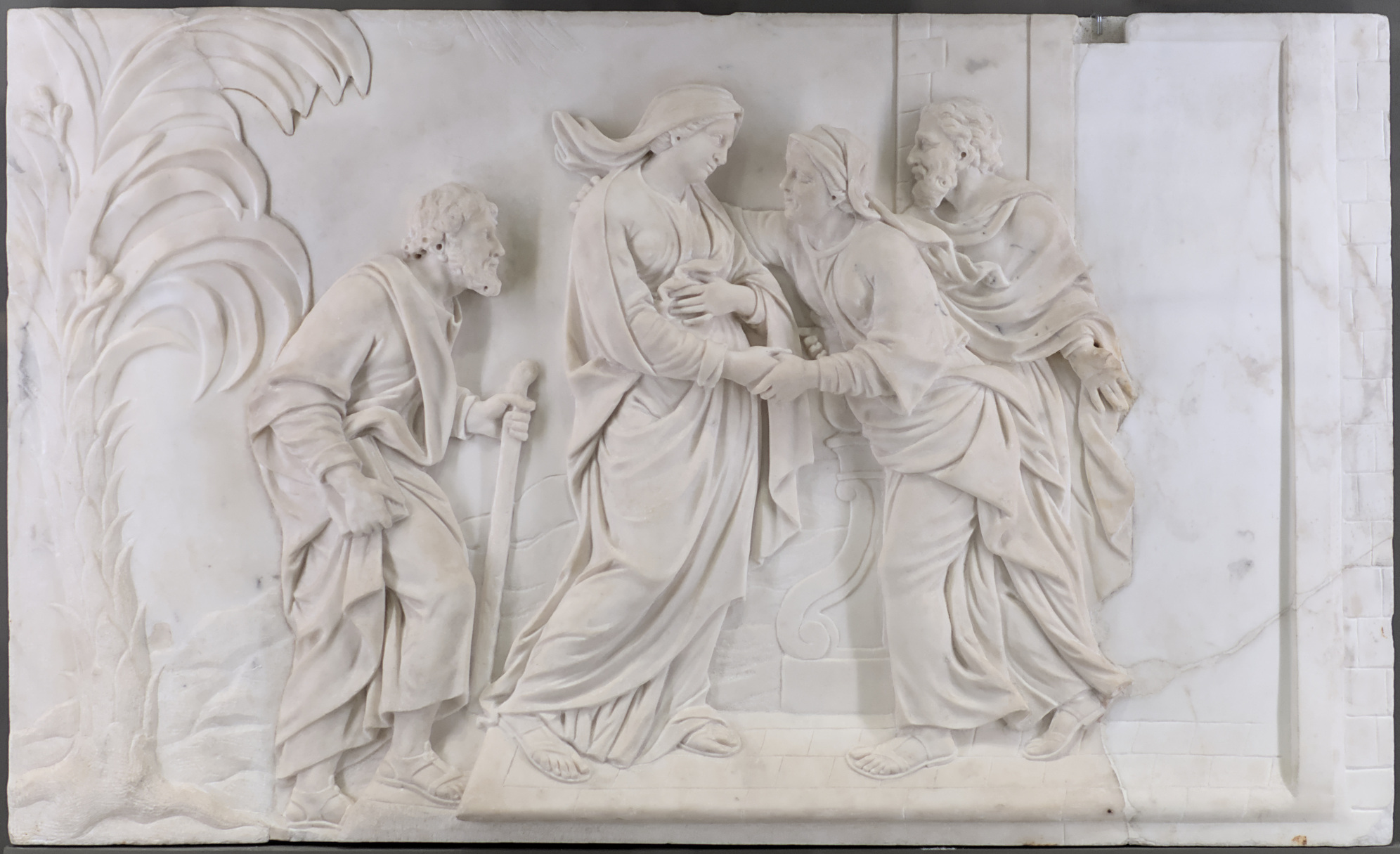
La Visitation
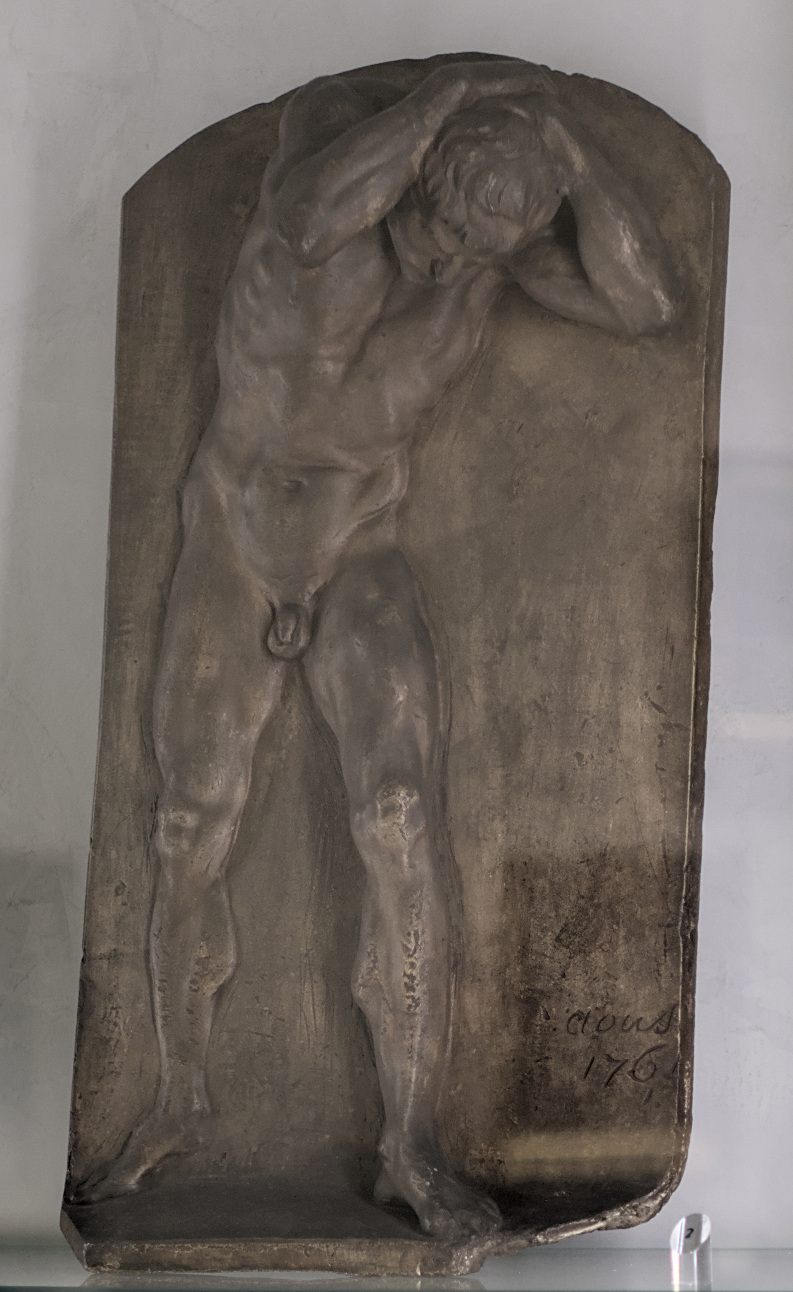
Le Désespéré
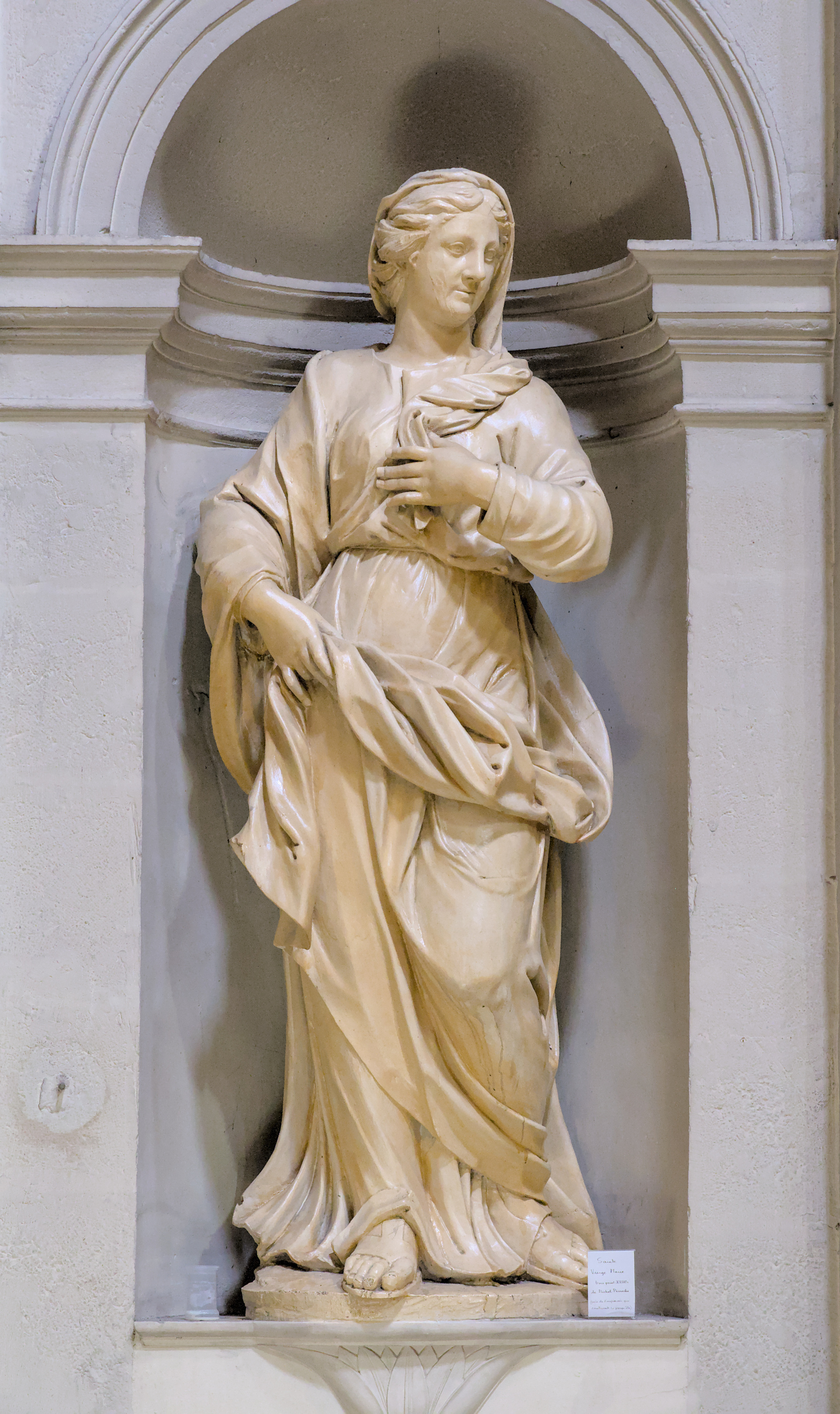
Vierge de l'église Saint-Polycarpe
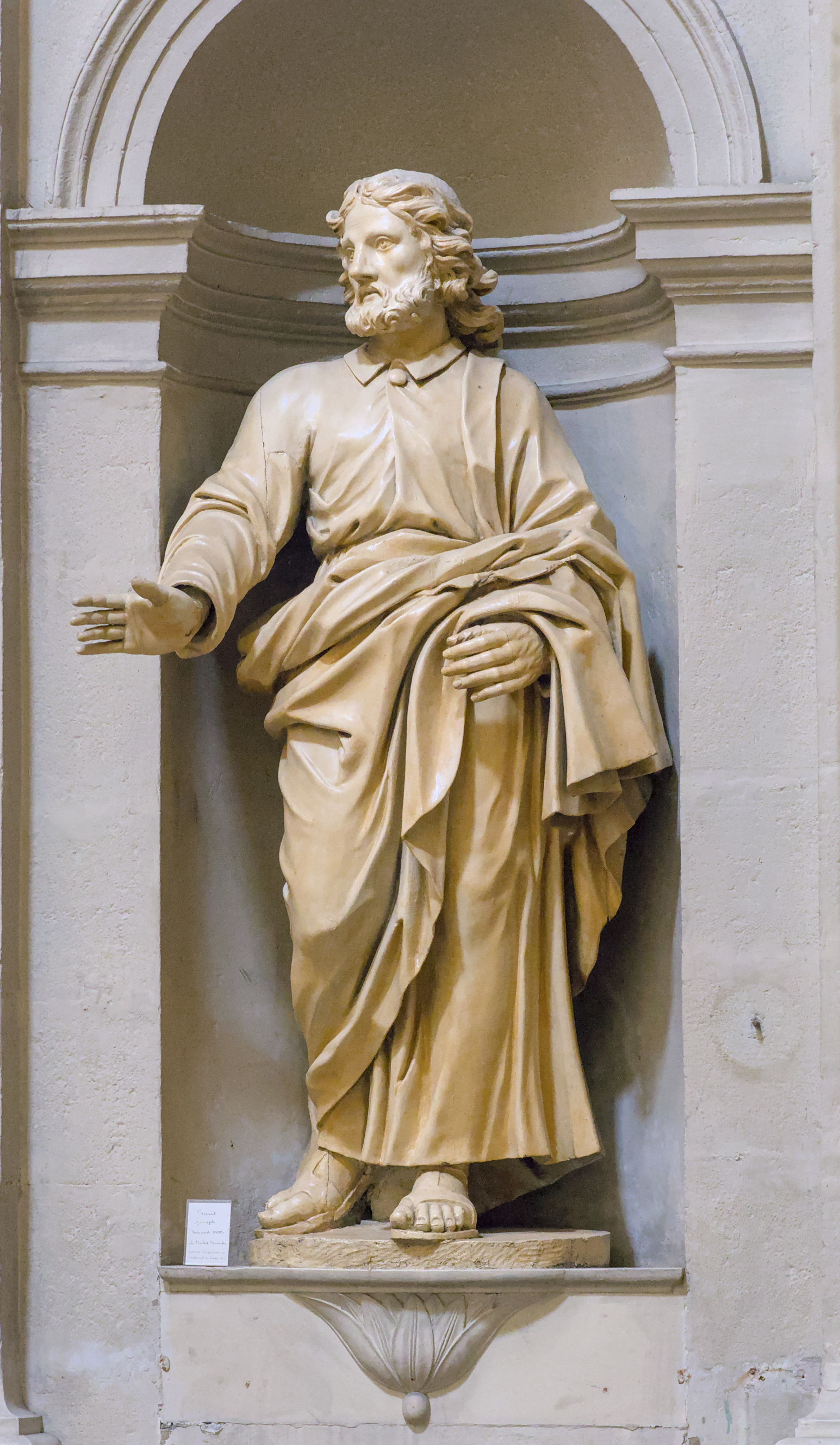
Saint Joseph de l'église Saint-Polycarpe
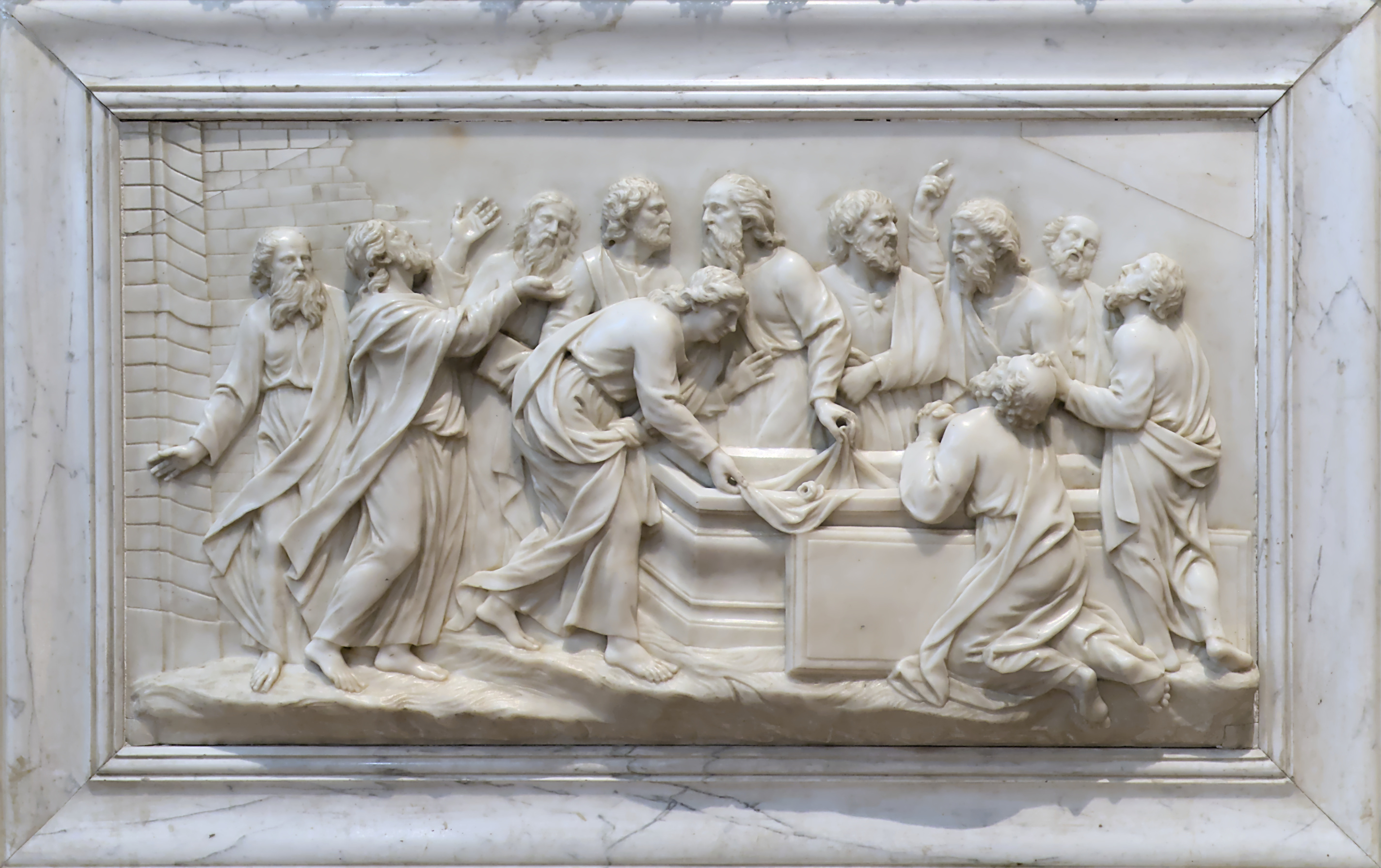
Les Apôtres au tombeau de la Vierge
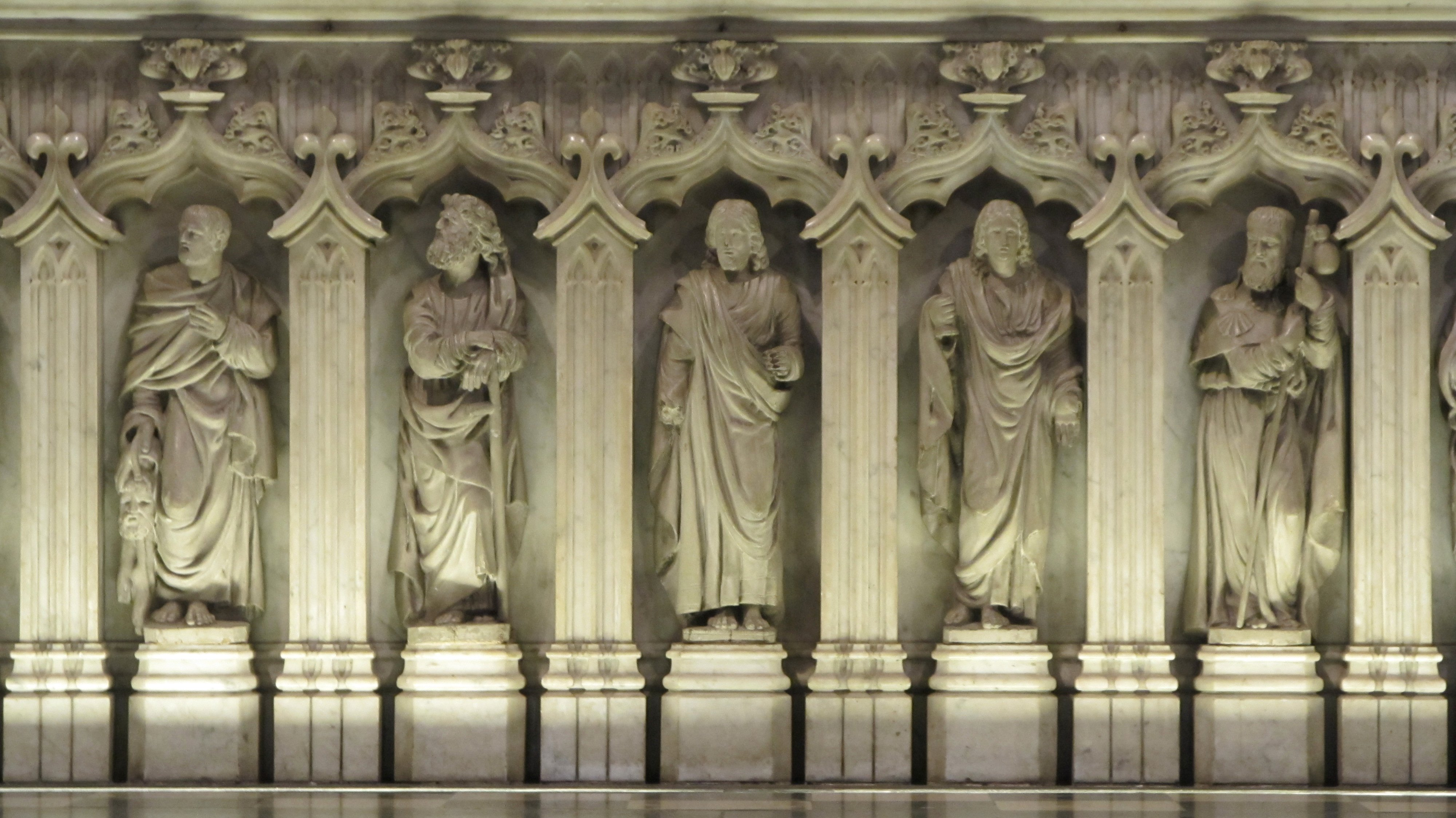
Maître-autel de l'église Saint-Nizier
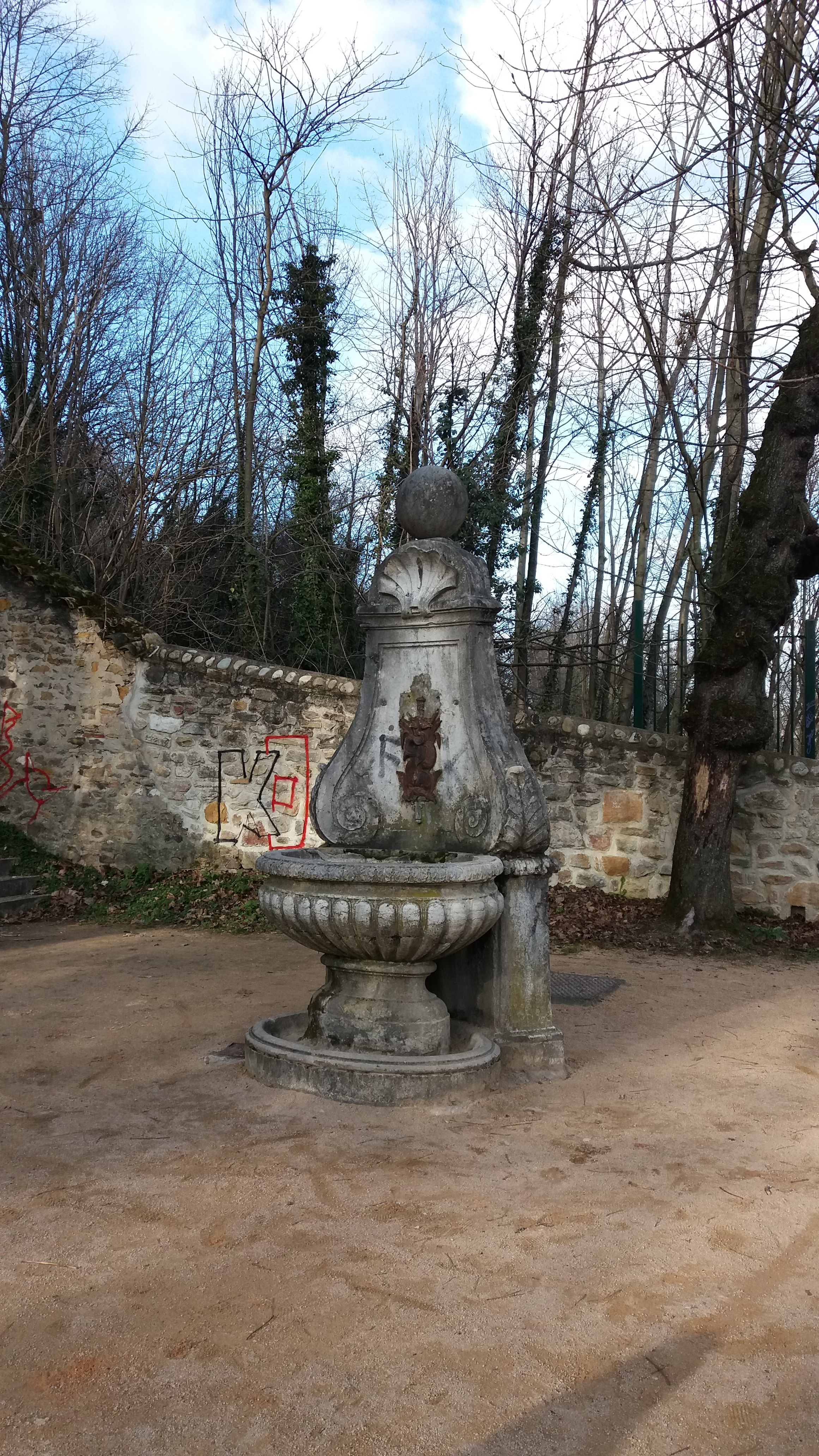
Fontaine de l'Hôtel de ville de Lyon

Église de Neuville-sur-Saône
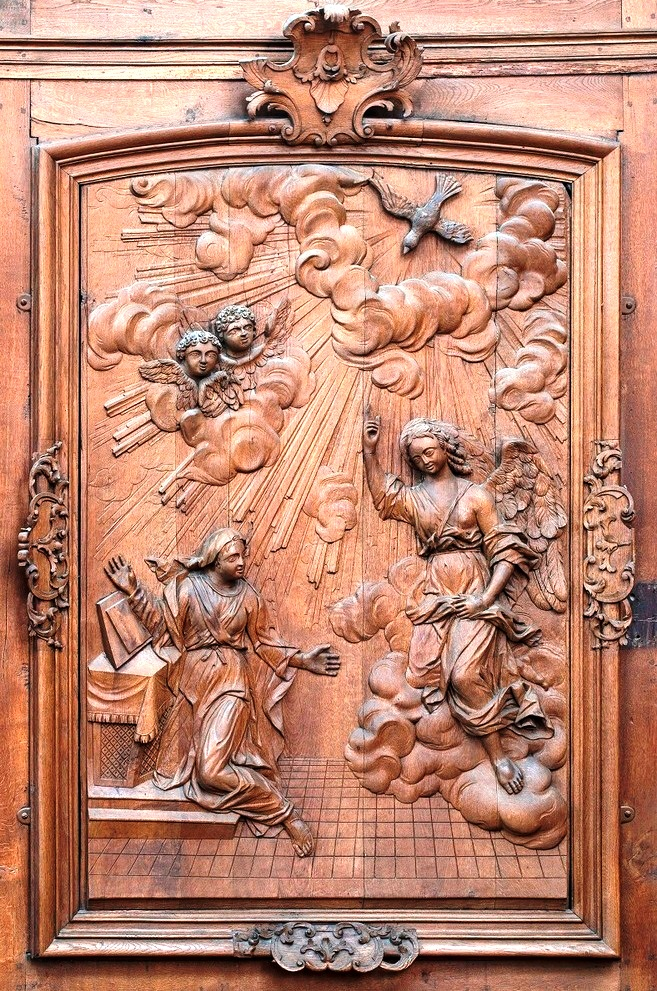
L'Annonciation
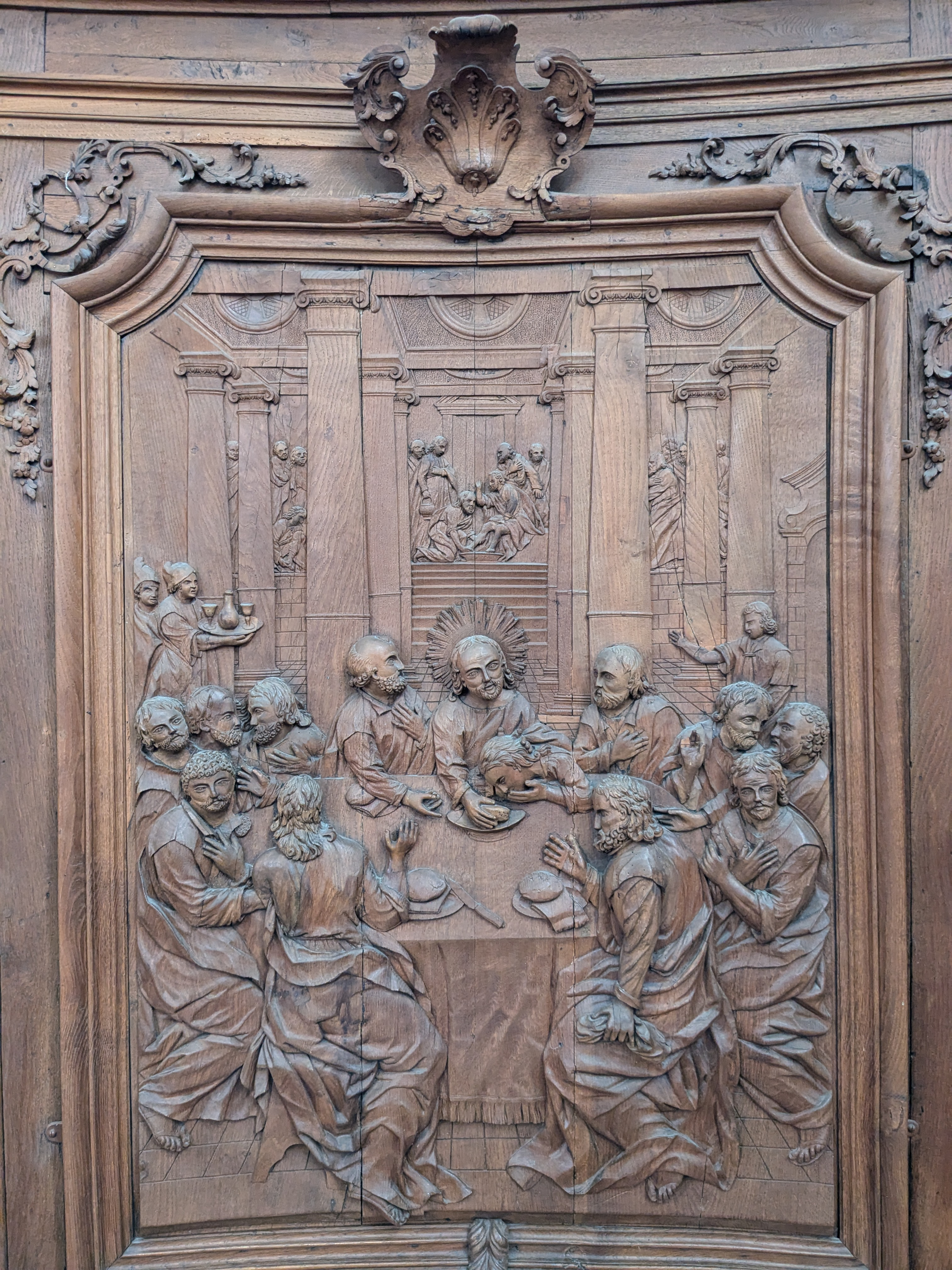
La Cène
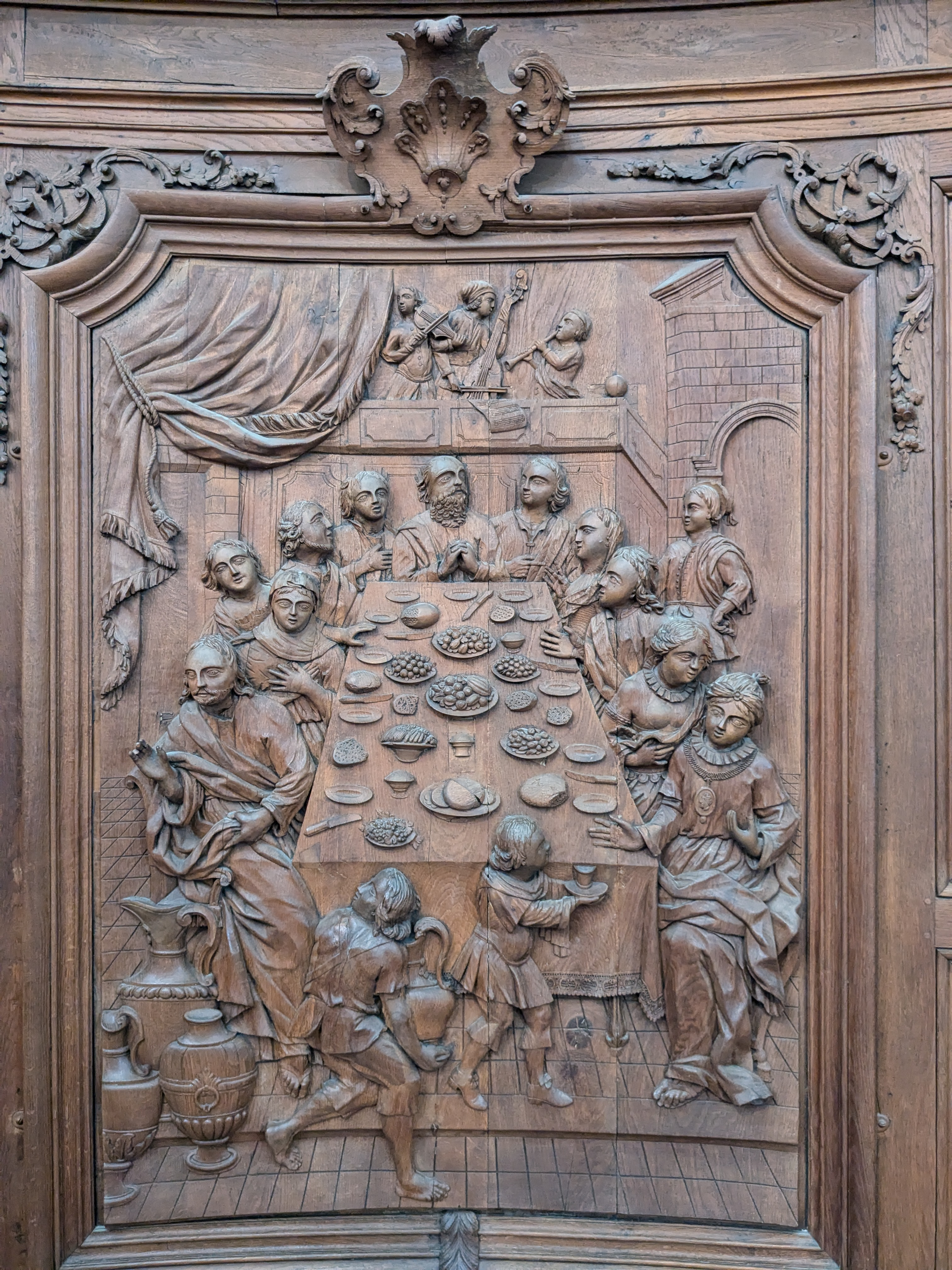
Les Noces de Cana
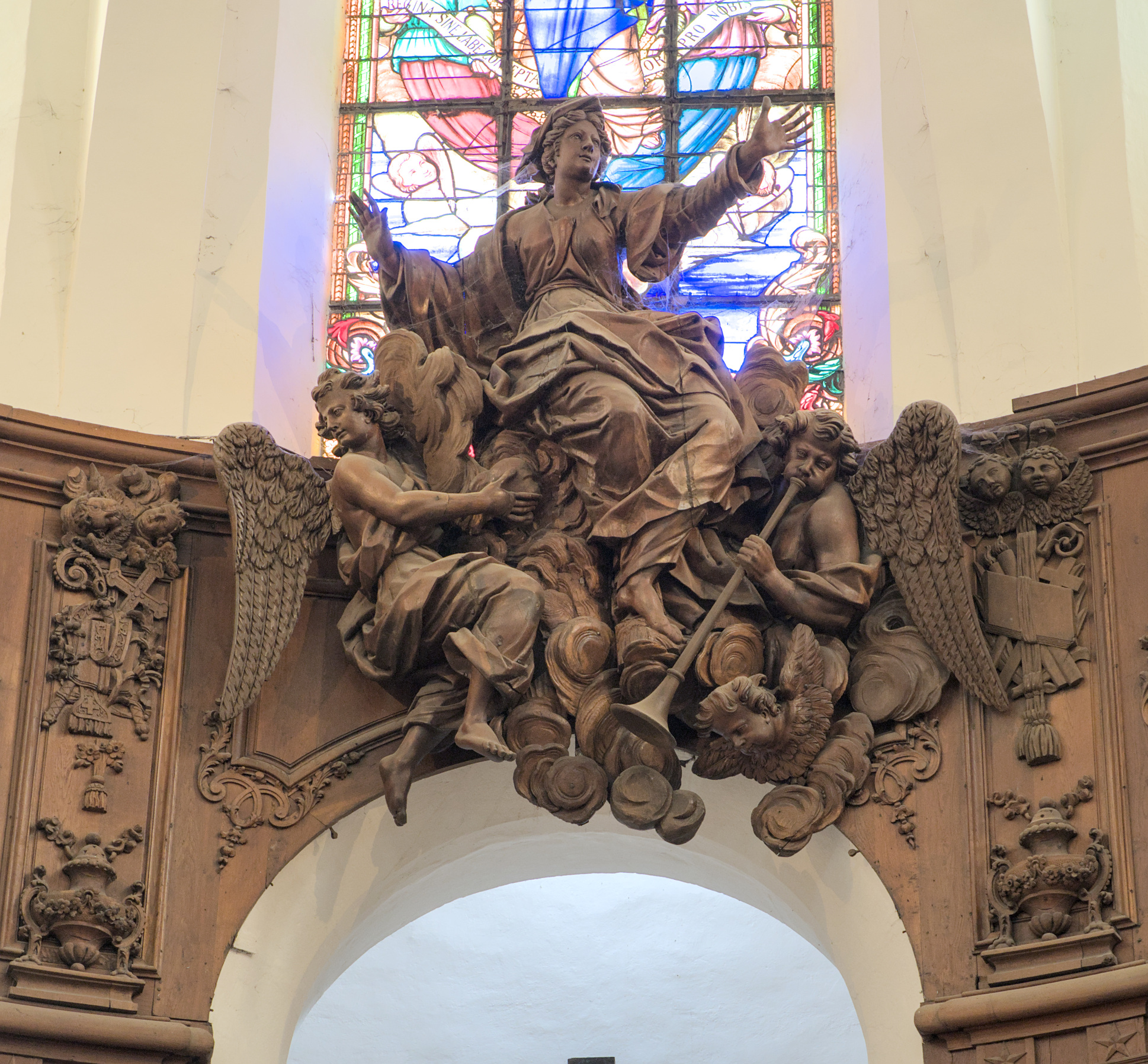
L'Assomption